# Бейнеуски район
Бейнеуски район (на казахски: Бейнеу ауданы) е съставна част на Мангистауска област, Казахстан. Административен център е Бейнеу. Обща площ 34 060 км2 и население 70 713 души (по приблизителна оценка към 1 януари 2020 г.).